# Castianeira fulvipes
Castianeira fulvipes är en spindelart som beskrevs av Simon 1896. Castianeira fulvipes ingår i släktet Castianeira och familjen flinkspindlar. Inga underarter finns listade.